# Chlorota batesi
Chlorota batesi är en skalbaggsart som beskrevs av Soula 2002. Chlorota batesi ingår i släktet Chlorota och familjen Rutelidae. Inga underarter finns listade i Catalogue of Life.